# Francis Schlatter
Francis Schlatter, född 1856, död 1896 var en amerikansk siare, helbrägdagörare och vandrarpredikant som blev känd som "the Healer". Han föddes i byn Ebersheim, i närheten av Selestat, i Alsace-Lorraine 29 april 1856 och var skomakare. 1884 emigrerade han till USA, där han arbetade i flera städer och anlände till Denver, Colorado 1892. Några månader senare fick han uppenbarelser när satt på sin skomakarbänk, i vilka han hörde Guds röst som kommenderade honom att sälja sin skomakarverkstad och, ge pengarna till de fattiga och viga sitt liv åt healing av sjuka. Han gav sig sedan ut på en 500 mil lång pilgrimsfärd till fots runt västra USA, vilken tog honom till östra Colorado, Kansas, Oklahoma och sedan till Hot Springs, Arkansas, där han blev arresterad för lösdriveri. Tidigt på året 1894  rymde han västerut, han vandrade genom Texas, New Mexico, Arizona och in i södra Kalifornien, där han började med sina försök till helbrägdagörelse på indianerna i San Jacinto Valley. Efter två månader tog han på nytt upp sin pilgrimsfärd och vandrade österut över Mojaveöknen och levde inte på något annat än mjöl och vatten. I juli 1895 dök han upp som en kristuslik helbrägdagörare. i Rio Grandes byar söder om Albuquerque. Där, medan han botade hundratals sjuka, lidande och handikappade människor som kom i mängder till gamla stan i Albuquerque, blev han berömd. En folkhop samlades kring honom varje dag och hoppades bli botade från sina sjukdomar genom att gripa händer. Månaden efter återvände han till Denver, men han återupptog inte sitt helbrägdagörande förrän i mitten på september. De följande månaderna drog hans gudstjänster tiotusetals pilgrimer till ett litet hem i Denver. Schlatter sägs ha vägrat att ta all form av belöning för sina gudstjänster. Hans livsstil var mycket enkel och han lärde inte någon ny lära. Han sa bara att lydde en kraft som han kallade Fadern och från denna kraft fick han konsten att kunna hela. Natten den 13 november 1895 försvann han plötsligt och lämnade efter sig ett meddelande i vilket han sade att hans uppdrag var till ända. 1897 kom nyheten från Mexiko att hans ben och tillhörigheter hade hittats på sidan av ett berg i Sierra Madre. Vid samma tid publicerade en kvinna vid namn Ada Morley en bok som hette The Life of the Harp in the Hand of the Harper som berättade om helbrägdagörarens tre månader långa uppehåll på hennes ranch i Datil, New Mexico efter hans försvinnande från Denver. Boken, som bar den titel som Francis Schlatter gav den, innehöll också en beskrivning i första person av hans två år långa pilgrimsfärd, som han tyckte hade samma betydelse för mänskligheten som Kristus fyrtio dagar i vildmarken. När han lämnade Morleys ranch talade Schlatter om för Morley att Gud hade för avsikt att grunda New Jerusalem i Datil Mountains, och Schlatter lovade att återvända vid denna tid. Efter Schlatters död blev det flera rubriker i landet, 1909, 1916 och 1922, om män som påstod sig vara helbrägdagöraren. 
I August Strindbergs självbiografiska roman Inferno nämns Francis Schlatter som en dubbelgångare till en tysk konstnär Strindberg träffade i Paris 1896, året efter Schlatters försvinnande. Han säger sig ha jämfört mannens handstil och namnteckning och handstil med Schlatters som fanns i en tidskrift och de var mycket lika. Han blev rädd för mannen. 1897 skriver han i brev till Gustaf af Geijerstam att han har hittat mannen: "Du erinrar kanske att i Inferno jag omtalar den underliga historien om Francis Schlatter, undergöraren i Amerika och hans dubbelgångare i Paris, min vän den Tyske målaren som kom från Amerika när Schlatter försvann; historien om korset och Jeanne d'Arc, hans namnteckning o.s.v. Nåväl denna man hette Hermann i verkligheten och var mycket mystisk, så full av lögn (?) att jag trodde mannen ej var slug."